# Fődolomit

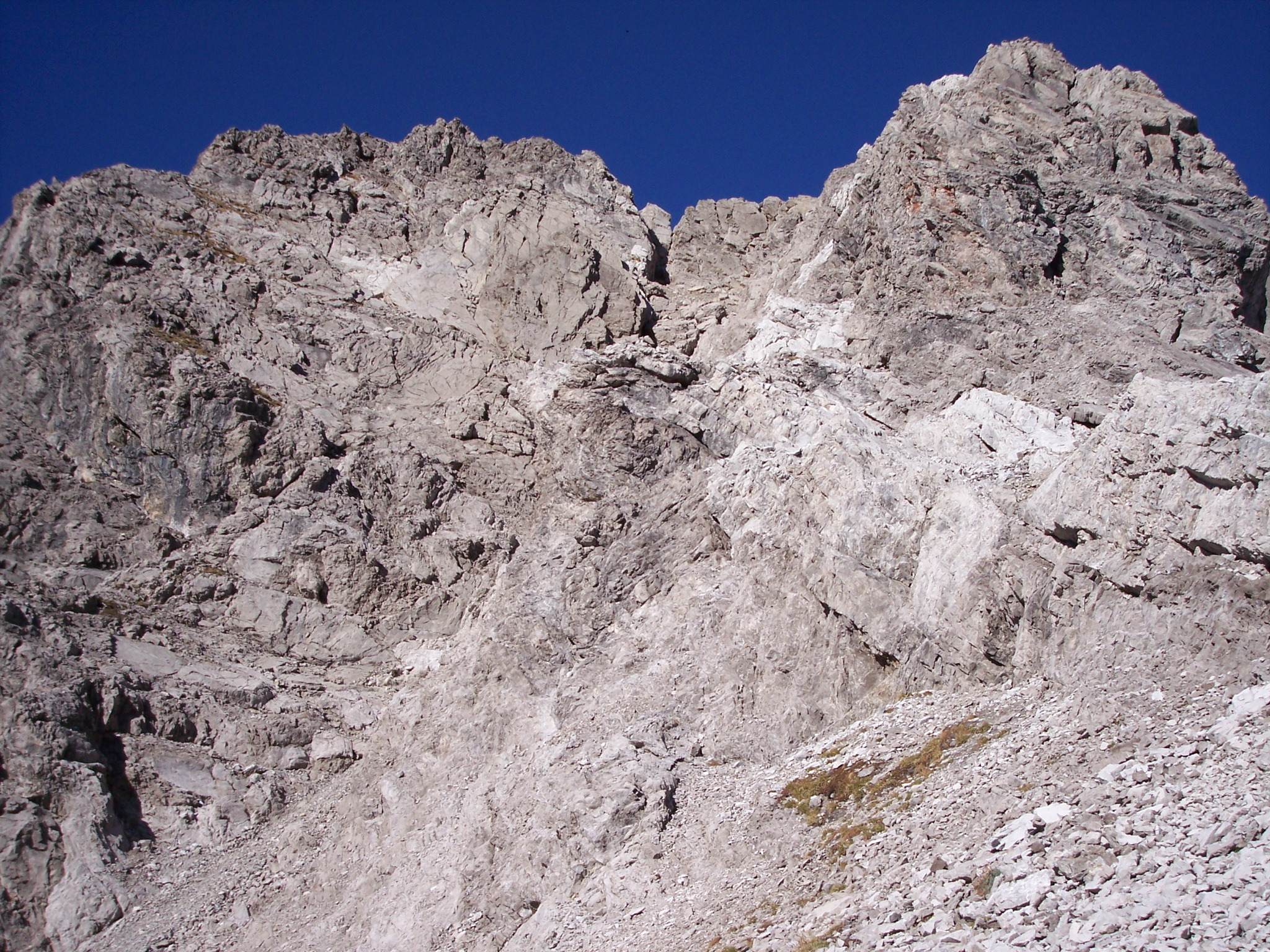
Tipikus fődolomit képződmények, Északi-Mészkőalpok, Kreuzkar-csúcs, Allgäui-Alpok, Ausztria

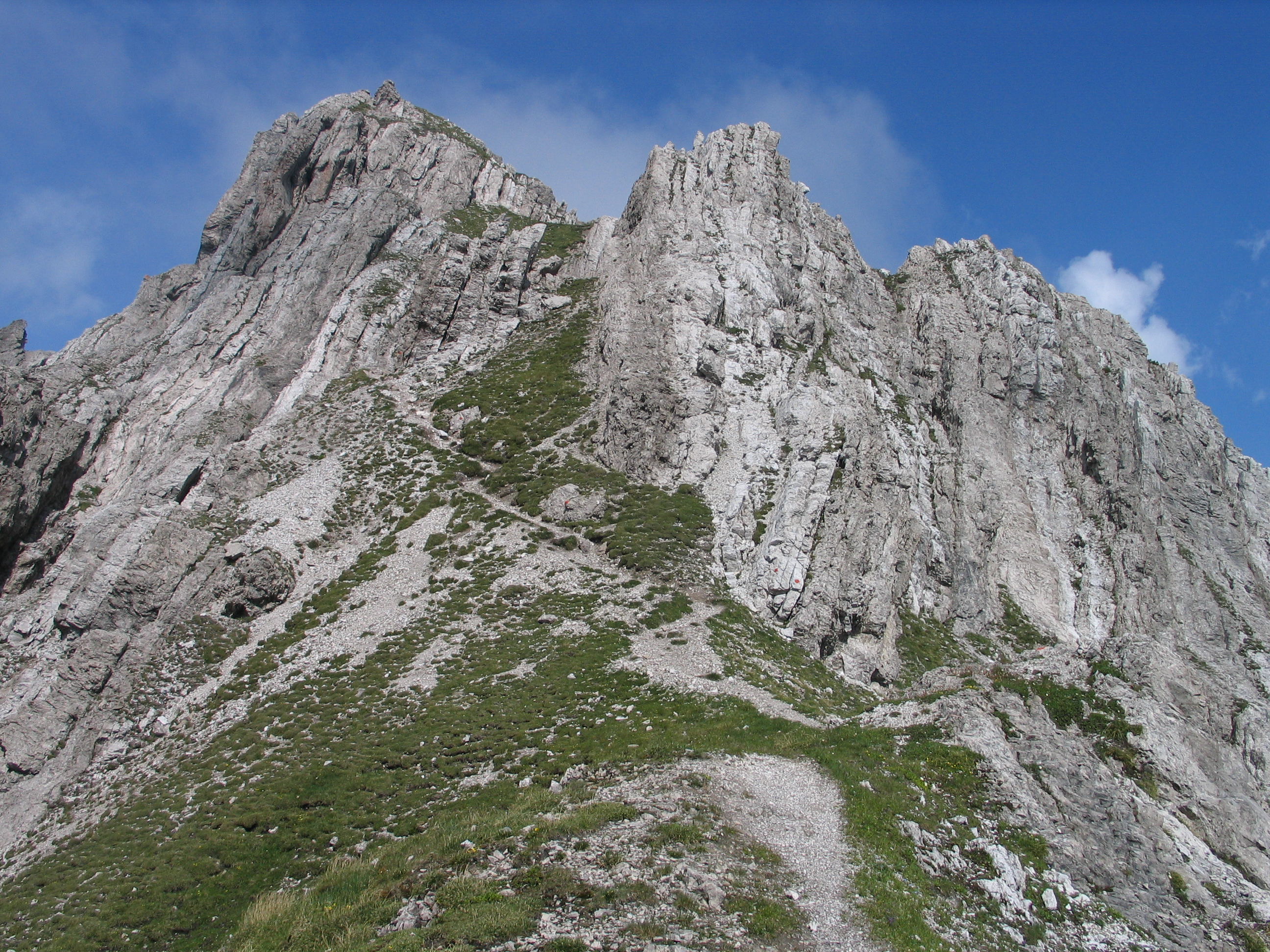
Kuhljoch-csúcsok, Karwendel-hegység, Ausztria

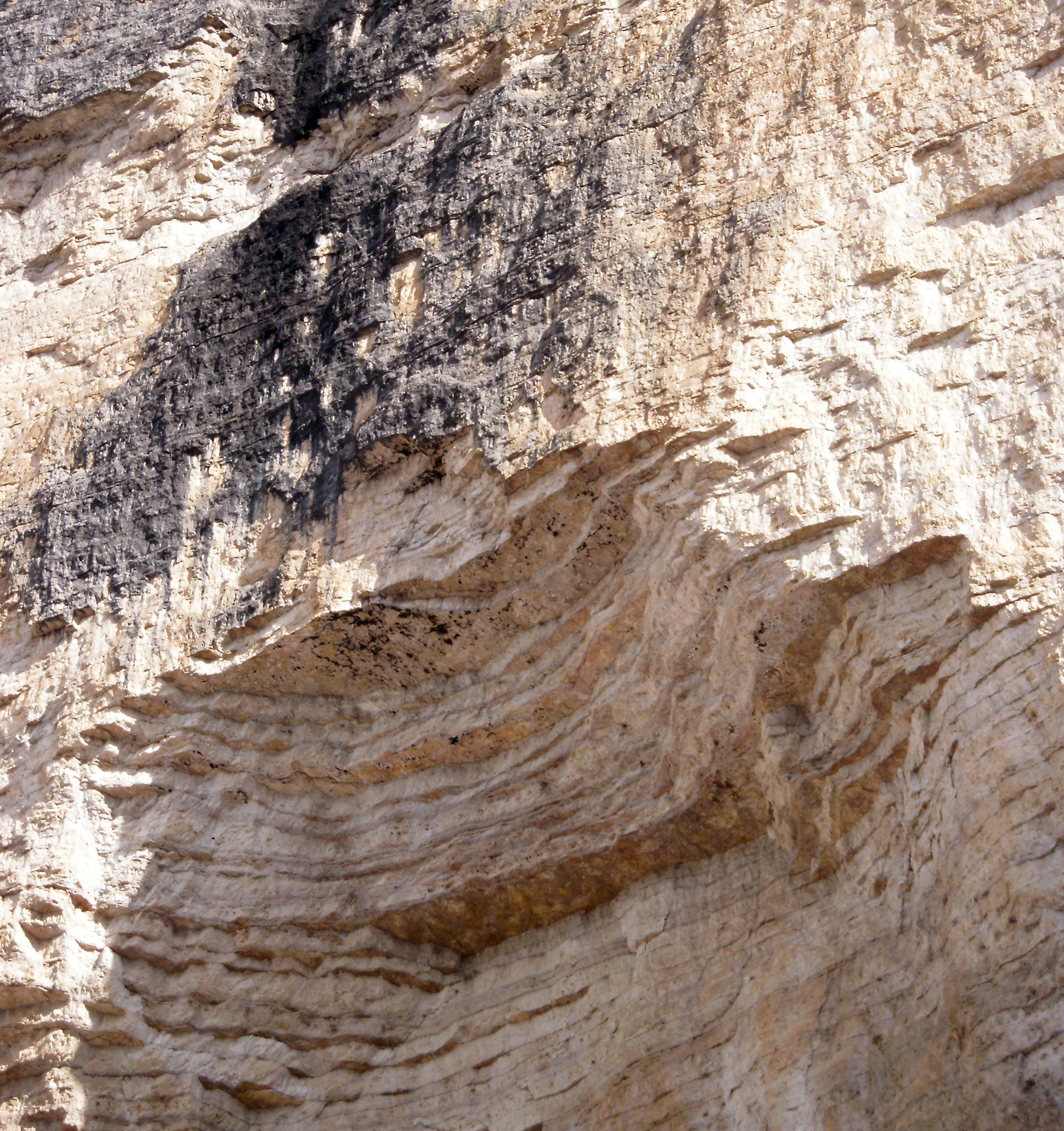
Drei Zinnen, Dolomitok, Dél-Tirol, Olaszország

A fődolomit a kelet-alpi szerkezeti tömbben – Magyarországon az ALCAPA-főegység dunántúli-középhegységi egységében – általánosan előforduló, késő triász (felső karni–nori) korú karbonátos kőzet. Litosztratigráfiai formációneve: Fődolomit Formáció.
Világosszürke–szürke, többnyire vastagpados, korai diagenetikus dolomit. Eredeti anyaga, a mésziszap sekély trópusi tenger litorális, illetve szublitorális fáciesében ülepedett le, majd a kőzetté válás közben dolomitosodott. Jellemzőek rá a peritidális és lagúna fáciesek váltakozásából felépülő Lofer-ciklusok. Teljes rétegvastagsága többnyire 1000–1500 m.
A Dunántúli-középhegységben a fődolomit szövete gyakran breccsás, mivel a kréta időszakban, miközben az Alpok és a Kárpátok fő tömege felgyűrődött, e kőzeteket rendkívül erős oldalnyomás (stressz) érte, és ennek hatására összetöredeztek. Ezután a kőzetet olyan oldatok járták át, amelyek összecementálták a szögletes dolomitdarabkákat. Ennek a folyamatnak az intenzitása és így eredményessége helyről helyre változik: egyes helyeken a dolomit ütés hatására apró darabkákra esik szét (az ilyen dolomitot mondjuk kataklázos szövetűnek, a darabkákat dolomitmurvának), és vannak porló, azaz dolomitporrá széteső, szétmálló változatai is. A porló dolomit régi német neve „Reibsand”.
A dolomitport, illetve -murvát sokféleképpen hasznosították, illetve hasznosítják ma is: a port főleg tisztító- súrolószerekben, illetve ú.n. „nemes” vakolatokban, a murvát sétautak, illetve gyalogösvények felszórására (mechanikus igénybevétel hatására a murvaszemek gyorsan kopnak, illetve porlanak, ezért útalapnak alkalmatlan).